# Evans Ashira
Evans Ashira Oure (født 28 december 1969 i Nairobi, Kenya, også kendt som The African Warrior) er en bokser som er bedst kendt for at have bokset mod Joe Calzaghe i 2005. Han er fætter til bokseren Charles Owiso. Han deltog i boksning under sommer-OL 1996, men kom ikke videre.